# Алваново
Алваново (болг. Алваново) — село в Болгарии. Находится в Тырговиштской области, входит в общину Тырговиште. Население составляет 155 человек (2022).

## Политическая ситуация
Алваново подчиняется непосредственно общине и не имеет своего кмета.
Кмет (мэр) общины Тырговиште — Красимир Митев Мирев (инициативный комитет) по результатам выборов.